# Ibragim Jurjewitsch Zallagow
Ibragim Jurjewitsch Zallagow (russisch Ибрагим Юрьевич Цаллагов; * 12. Dezember 1990 in Wladikawkas) ist ein russischer Fußballspieler.

## Karriere

### Verein
Zallagow begann seine Karriere bei Alanija Wladikawkas. Im Januar 2009 wechselte er in die Jugend von Krylja Sowetow Samara. Zur Saison 2010 rückte er in den Profikader von Samara. Sein Debüt in der Premjer-Liga gab er im März 2010, als er am ersten Spieltag jener Saison gegen Zenit St. Petersburg in der Startelf stand. Für Krylja Sowetow kam er zu 101 Erstligaeinsätzen, ehe er mit dem Verein am Ende der Saison 2013/14 in die Perwenstwo FNL abstieg. In dieser absolvierte er in der Saison 2014/15 34 Spiele und stieg mit Samara nach einer Saison prompt wieder in die Premjer-Liga auf.
Nach weiteren 47 Erstligaeinsätzen wechselte Zallagow im Januar 2017 zum Ligakonkurrenten Zenit St. Petersburg. Für Zenit absolvierte er bis zum Ende der Saison 2016/17 acht Spiele. Im August 2017 wurde er innerhalb der Premjer-Liga an den FK Dynamo Moskau verliehen. Während der Leihe kam er zu zwölf Einsätzen für den Hauptstadtklub in der höchsten russischen Spielklasse. Zur Saison 2018/19 wurde er an Rubin Kasan weiterverliehen. In Tatarstan absolvierte er 16 Spiele in der Premjer-Liga.
Nach der Saison 2018/19 kehrte Zallagow schließlich nicht mehr nach Sankt Petersburg zurück, sondern wechselte zum FK Sotschi. In der Saison 2019/20 absolvierte er 26 Spiele in Sotschi. In der Saison 2020/21 kam er ebenfalls 26 Mal zum Zug, in der Saison 2021/22 absolvierte er alle 30 Partien. In der Saison 2022/23 war er 18 Mal im Einsatz, wurde allerdings im Mai 2023 suspendiert und verpasste den Rest der Spielzeit.
Zur Saison 2023/24 wechselte Zallagow dann zum Zweitligisten Alanija Wladikawkas, bei dem er einst seine Karriere begonnen hatte.

### Nationalmannschaft
Zallagow spielte im Februar 2011 erstmals für die russische U-21-Auswahl. Mit Russlands U-21 qualifizierte er sich für die EM 2013. Während des Turniers kam er in allen drei Spielen der Russen zum Einsatz, die jedoch punktelos in der Gruppenphase ausschieden.